# 日影の忍者勝彦オールスターズ
日影の忍者勝彦オールスターズ（ひかげのにんじゃかつひこオールスターズ）はダウンタウンを中心に結成されたユニット。エキセントリック少年ボウイオールスターズの第二弾。『ダウンタウンのごっつええ感じ』が放送終了したため、HEY!HEY!HEY! MUSIC CHAMPで結成された。メンバーは「エキセントリック-」に木村祐一を新たに加えたもの。

## メンバー
日影の忍者勝彦（浜田雅功）
日影の里立大学卒業。自称インテリ忍者。半生手裏剣を武器に持つ。得意技は忍法幼児体型の術。苦手なのは髪の毛を引っ張られることと分数の約分(「6分の2(=3分の1)隠れ」)。好物はシシカバブ。マモル雲斎宅に居候している。「日向の巻物」を手に入れると「照彦」になれるらしく、それを目指している。世話になっているマモル少年のことを「マモル雲斎」と呼ぶのは、松本曰く「忍者ハットリくんとカブリたなくて必死や」。くの女二年生の彼女がいる。
名前のモデルはダウンタウンの同級生・ツジモトカツヒコ（通称：ボン）から。
妹忍（木村祐一）
勝彦の妹。GLAYの大ファン(だが、GLAYが何かよくわかっていない)。勝彦に乳の谷がないことをしばしば言われている様子。
マモル雲斎（今田耕司）
西日暮里の西の西の中流家庭に住む。本名・橋本マモル。中の下。勝彦とはうまくいっていない(マモルの方から一方的に嫌っている)。
アメ入道（東野幸治）
勝彦の指南役。何から何までムチ入道と正反対。ファミレスでテンションが上がる。甘い性格。
ムチ入道（ほんこん）
勝彦の指南役。何から何までアメ入道と正反対。ファミレスでテンションが下がる。厳しい性格。アメ入道とは胴体を共有する。
猫忍（板尾創路）
勝彦のペットだが、ビックリするほどなついていない。
イカこども（松本人志）
イカの子供で、足が一本しかない。寂しさから週の土日は勝彦の足に巻きついている。喋っている途中で寝てしまう。

## 日影の忍者勝彦
「エキセントリック-」同様、松本が作詞を、増田俊郎が作曲、浜田がメインボーカルを担当し、イーストウエスト・ジャパン（現：ワーナーミュージック・ジャパン）より1998年5月25日にシングル「日影の忍者勝彦」がリリースされたが売り上げ枚数は前作の10分の1以下だった。松本は「勝彦」は「エキセントリック-」よりも完成度や面白さは高かったが、あまり完成度が高すぎると一般人はついてこられないと語っている。現在までにこの楽曲は、シングル盤での収録となっているため、安価での入手はやや難しい。
歌詞の「一人で六品食うからや」はダウンタウンの若手時代、やすし・きよしの全盛期だった西川きよしが舞台の合間の昼食休憩中、中華料理屋で六品も頼んで食べていたのを見て「これがスーパースターか」と驚愕したことに由来する。
なお、松本のコントDVD『HITOSI MATUMOTO VISUALBUM「完成」』の特典ディスク（Vol.メロン）に、PVが収録されている。

## 出演番組
- HEY!HEY!HEY! MUSIC CHAMP
- COUNT DOWN TV
- ミュージックステーション

共演者にLUNA SEAがいた事から、妹忍の歌詞の部分を浜田のアドリブでGLAYからLUNA SEAに変更し、木村もアドリブで同調した。ダウンタウンのファンであるLUNA SEAのメンバーは喜んだ。